# Pozlacený věk (seriál)
Pozlacený věk (v anglickém originále The Gilded Age) je americký historický dramatický seriál stanice HBO, jehož tvůrcem a scenáristou je Julian Fellowes. Seriál se odehrává v 80. letech 19. století v New Yorku ve Spojených státech v období tzv. Pozlaceného věku, kdy nastal hospodářský rozmach. V roce 2018 bylo oznámeno, že seriál bude uveden na stanici NBC, později v květnu 2019 se přesunul na HBO. První série měla premiéru 24. ledna 2022 a druhá 29. října 2023. Třetí série měla premiéru 22. července 2025. Ve stejné době bylo oznámeno, že seriál bude obnoven i pro 4. sérii.
Seriál získal pozitivní recenze, přičemž zvláštní chválu si vysloužily kostýmy a herecké výkony hlavních představitelů mezi které patří Carrie Coon, Morgan Spector, Cynthia Nixon a Christine Baranski. Na 76. ročníku udílení cen Emmy získala druhá řada šest nominací, včetně kategorie Nejlepší dramatický seriál a hereckých nominací pro Carrie Coon a Christine Baranski.  

## Příběh
Seriál sleduje Marian Brook, mladou ženu, která v roce 1882 vstupuje mezi newyorskou rigidní společenskou smetánku, a je vtažena do každodenních střetů mezi zbohatlickou rodinou Russellových a její starousedlou bohatou rodinou van Rhijn-Brookových. Obě rodiny žijí naproti sobě v sousedství na 61. ulici poblíž Paté Avenue na Upper East Side v New Yorku. Seriál sleduje střety zbohatlíků (kteří zbohatli díky průmyslu), starousedlých boháčů (kteří majetek zdědili), afroamerické vyšší třídy a domácích pracovníků sloužících těmto třem skupinám. Řada společenských a právních aspektů té doby se objevuje jako vedlejší dějové linie a témata, včetně zbohatlíků z řad průmyslových magnátů, vzestupu odborového hnutí, společenské a právní moci žen, hnutí za střídmost a tehdy skandálního rozvodu.

## Obsazení
| Carrie Coon        | Bertha Russell       |
| Morgan Spector     | George Russell       |
| Taissa Farmiga     | Gladys Russell       |
| Harry Richardson   | Larry Russell        |
| Louisa Jacobson    | Marian Brook         |
| Cynthia Nixon      | Ada Brook            |
| Christine Baranski | Agnes van Rhijn      |
| Blake Ritson       | Oscar van Rhijn      |
| Denée Benton       | Peggy Scott          |
| Jack Gilpin        | Mr. Church           |
| Simon Jones        | Mr. Alfred Bannister |
| Ben Ahlers         | John „Jack“ Trotter  |